# Olios extensus
Olios extensus là một loài nhện trong họ Sparassidae.
Loài này thuộc chi Olios. Olios extensus được Lucien Berland miêu tả năm 1924.